# مصرف إيلاف الإسلامي
مصرف إيلاف الإسلامي مصرف عراقي أهلي أُسس عام 2001، يبلغ رأس المال للمصرف 250 مليار دينار.